# آگیلجارا
آگیلجارا (به لاتین: Agailjhara) یک منطقهٔ مسکونی در بنگلادش است که در ناحیه باریسال واقع شده‌است. آگیلجارا ۱۶۱٫۸۲ کیلومتر مربع مساحت و ۱۵۵٬۶۶۱ نفر جمعیت دارد.